# Chesterfield
«Че́стерфилд» (англ. Chesterfield) — марка сигарет, выпускаемая компанией Philip Morris International.

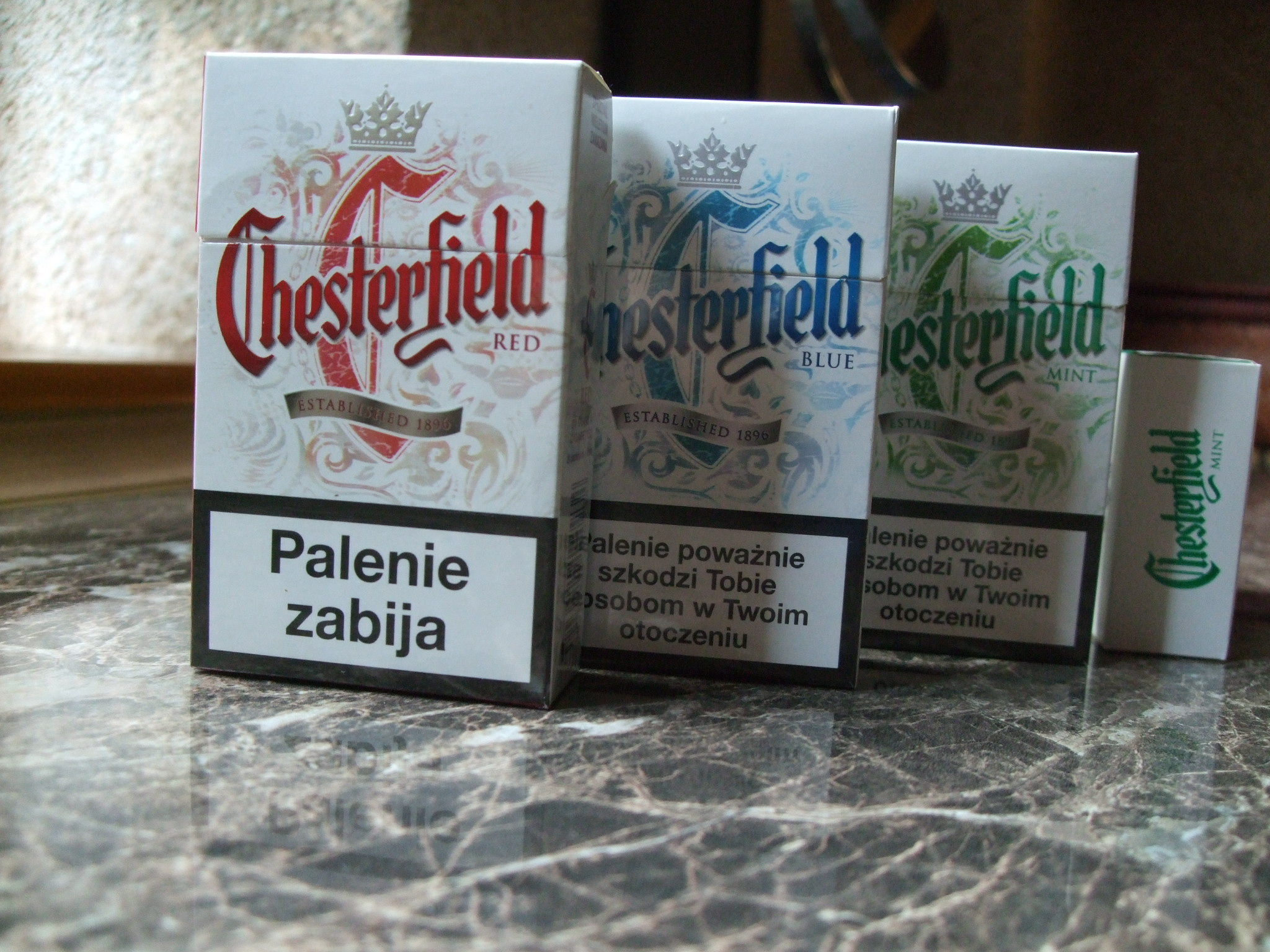
Различные вариации сигарет «Chesterfield».

## История

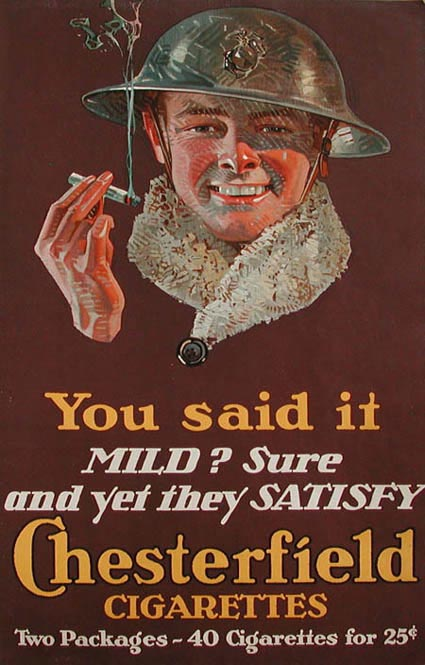
Реклама сигарет Chesterfield на обложке книги «A Book of Progressive Prints»

Марка сигарет «Chesterfield» основана в 1873 году компанией «Drummond Tobacco» (США). Названа марка в честь округа в штате Виргиния. Далее она переходила в владение компаний «American Tobacco» (1898 год) и «Liggett & Myers» (1911 год). В результате этого полностью изменилась упаковка, рекламная концепция и рецептура смеси. В середине двадцатого века марка приобрела наибольшую популярность, спонсировала многие телевизионные программы, бейсбольные соревнования, в её рекламе участвовали такие знаменитости, как Рональд Рейган, Джеймс Дин, Хэмфри Богарт, Люсиль Болл, Пауль Брайтнер и другие.
Следующее сильное изменение марка претерпела в апреле 2008 года, когда был изменен её дизайн. Боковая сторона пачки стала нескольких цветов, в зависимости от вкуса, а на трёх сторонах пачки появился фирменный текст. Также было изменено название каждого вкуса: Chesterfield Filter Cigarettes было изменено на Chesterfield Classic Red; Chesterfield Lights Cigarettes — Chesterfield Classic Blue; Chesterfield Ultra Lights Cigarettes — Chesterfield Classic Bronze.

## Сорта
Все сорта скручивают машинным способом. Продукция выпускается в блоках, по 20 сигарет в пачке и 10 пачек в блоке.
| Название сорта              | Содержание смолы | Содержание никотина | Содержание оксида | Длина  |
| --------------------------- | ---------------- | ------------------- | ----------------- | ------ |
| Chesterfield Classic Red    | 10 мг            | 0.7 мг              | 10 мг             | 80 мм  |
| Chesterfield Classic Blue   | 6 мг             | 0.5 мг              | 7 мг              | 80 мм  |
| Chesterfield Classic Bronze | 4 мг             | 0.4 мг              | 5 мг              | 80 мм  |
| Chesterfield Slider Blue    | 5 мг             | 0.4 мг              | 4 мг              | 80 мм  |
| Chesterfield Slims Blue     | 5 мг             | 0.5 мг              | 4 мг              | 100 мм |
| Chesterfield Crown Blue     | 6 мг             | 0.6 мг              | 7 мг              | 80 мм  |